# Črni gaber
Črni gaber (znanstveno ime Ostrya carpinifolia) je listopadna drevesna vrsta, ki je razširjena tudi v Sloveniji.

## Opis
Črni gaber zraste do 20 m visoko in doseže do 50 cm premera, izjemoma lahko tudi več. Koreninski sistem je globok in dobro razvit. Skorja je temna skoraj črna in na mladih drevesih gladka, pri starih pa močno razbrazdana. Listi so enostavni, spiralasto razvrščeni in kratkopecljati. V dolžino dosežejo do 13 cm, široki pa so do 6 cm in so na robu dvakrat nazobčani. V Sloveniji cveti aprila in maja, plodovi pa dozorijo julija in avgusta. Cvetovi so mačice, moški so dolgi od 5 do 10 cm, ženske pa od 2 do 5 cm. Plodovi so zbrani v gručasta viseča soplodja, dolga med 3 in 8 cm, v katerih je med 6 in 20 semen. Seme je majhen orešek, ki v dolžino doseže med 2 in 4 mm. Črni gaber dobro uspeva na revni in suhi podlagi južnih toplih pobočij. Krošnja je stožčasta do jajčasta, pozneje široko kroglasta.

## Razširjenost in uporabnost
Les črnega gabra je trd, njegova gostota je od 860 do 920 kg/m3. Gaber raste na odcednih tleh z veliko svetlobe. Črni gaber je pomemben kot pionirska vrsta, ki porašča gola, strma in topla pobočja, ni pa gospodarsko uporaben.